# Шевченко, Яна Сергеевна
Яна Сергеевна Шевченко (род. 5 июля 1996) — украинская и российская самбистка и дзюдоистка, серебряный призёр чемпионатов Украины по дзюдо, серебряный призёр чемпионатов России по самбо, чемпионка Европы по самбо.

## Биография
Яна Шевченко жила в посёлке Мироновка (рядом с Дебальцево). Она училась и тренировалась в Донецке. Представляла Украину на соревнованиях по дзюдо. После начала войны была вынуждена прекратить интенсивные тренировки.
Она с семьёй переехала в Москву и стала заниматься в школе «Самбо-70» под руководством Павла Владимировича Фунтикова. Шевченко получила российское гражданство и стала представлять страну на международных соревнованиях. В 2018—2019 годах становилась серебряным призёром чемпионатов страны и чемпионом Европы по самбо.

## Спортивные результаты
- Чемпионат Украины по дзюдо 2013 года — ;
- Чемпионат Украины по дзюдо 2014 года — ;
- Чемпионат России по самбо 2018 года — ;
- Чемпионат России по самбо 2019 года — ;